# Martin Keown
Martin Raymond Keown (født 24. juli 1966 i Oxford, England) er en tidligere engelsk fodboldspiller, der tilbragte størstedelen af sin karriere som forsvarsspiller hos Arsenal F.C. i den bedste engelske liga. Han optrådte desuden hele 43 gange for det engelske landshold.

## Klubkarriere
Keown startede i 1984 sin seniorkarriere i Arsenal F.C., der efter nogle ophold i andre klubber også skulle blive den klub han oplevede den største succes med. Han forlod Arsenal i 1986 og havde efterfølgende et ophold i henholdsvis Aston Villa og Everton F.C.. 
I 1993 vendte Keown dog tilbage til Arsenal, og i de efterfølgende 12 sæsoner var han her en fast del af klubbens forsvar, og var med til at vinde adskillige titler med London-klubben, heriblandt tre engelske mesterskaber, tre FA Cup-titler og Pokalvindernes Europa Cup i 1994. Han afsluttede sin karriere med korte ophold i klubberne Leicester City og Reading F.C..

## Landshold
Keown nåede over en periode på 11 år at spille 43 kampe for Englands landshold, som han debuterede for i 1992 i en kamp mod Frankrig. Han var efterfølgende en del af truppen til EM i Sverige samme år. 
De følgende år var Keown en ofte benyttet spiller på landsholdet. Han deltog i landets trup til både VM i 1998 i Frankrig, EM i 2000 i Holland og Belgien, samt VM i 2002 i Sydkorea og Japan. I en enkelt af de 43 kampe var han desuden holdets anfører.

## Titler
Premier League
- 1998, 2002 og 2004 med Arsenal F.C.

FA Cup
- 1998, 2002 og 2003 med Arsenal F.C.

Pokalvindernes Europa Cup
- 1994 med Arsenal F.C.